# 陸肯堂
陸肯堂（1650年—1696年），字邃升，又字澹成。江南长洲（今江苏苏州）人。康熙二十四年（1685年）状元。

## 生平
生于清顺治七年（1650年），康熙二十四年（1685年）状元，授翰林院修撰。康熙二十六年（1687年）出任江西乡试主考官，官至侍读学士。卒于康熙三十五年（1696年）。
陆肯堂的殿试卷为陆氏后人珍藏，现藏于华东师范大学图书馆。

## 家族
- 祖父陆廷楫，字彦超，归安县庠生；世居归安县双林镇，顺治初年入籍苏州。

- 长子陆秉鑑，康熙四十二年（1703年）癸未科进士。

- 次子陆赐书，字宣颖，号愚箴。康熙四十五年（1706年）丙戌科进士。

- 七世孙陸潤庠，同治十三年（1874年）甲戌科状元。